# 反海地情緒
反海地主義，是指針對海地人的種族主義情緒（多數指多明尼加人）。

## 歷史

### 1500年-1800年
人權觀察在其報告中指出，海地和多米尼加之間的語言，文化和種族的差異是在殖民時代開始。例如，多明尼加共和國被西班牙帝國統治，從而獲得從西班牙的文化，並與當地美洲原住民和非洲文化融合。在另一方面，海地是由法國管轄，其文化是法國和西非的混合物。大多數海地的人口幾乎完全是非洲奴隸的後裔，而多明尼加人則是西班牙人，印第安人和非洲人的混血。很明顯雖然同處一島但兩國文化和歷史背景仍有大分別。
反海地主義可追溯到西班牙人在聖多明各的都督（今多明尼加共和國）實行的種族隔離政策。在17世紀法國人開始控制西班牙島西部開墾種植園，在18世紀90年代和19世紀初，法國和西班牙來回全島作戰；在1809年海地革命導致法國和西班牙的控制被推翻。同一年西班牙短暫奪回東部的部分，但在1821年的另一次叛亂中失去了控制。不久，海地部隊再次短暫地控制了整個島嶼（從1822到1844年），在1844年被稱為三位一體會的的秘密革命運動宣布獨立擊敗海地。到了19世紀後期，300多年的歐洲控制已經結束，西部希斯班尼奧拉島（海地）和東部希斯班尼奧拉島（多明尼加共和國）的近代史開始。

### 特魯希略時代
反海地主義在特魯希略時代的多明尼加被大大加強和制度化，兩國邊界爭端最終導致軍事干預和屠殺，海地人被指信仰巫毒教與行巫術，即反對當時的宗教信仰習俗的秩序。1937年10月发生了香菜大屠殺，有幾百至三萬個海地人被斬殺。在後來的交涉中特魯希略同意支付數十萬的賠償，但由於腐敗海地官僚，只有少數到達受害者家屬手中。
其他人如华金·巴拉格尔也有分參與此事。

## 現在
特魯希略的海地人政策一直延續在歷屆多明尼加政府中。